# Zhifang waiji

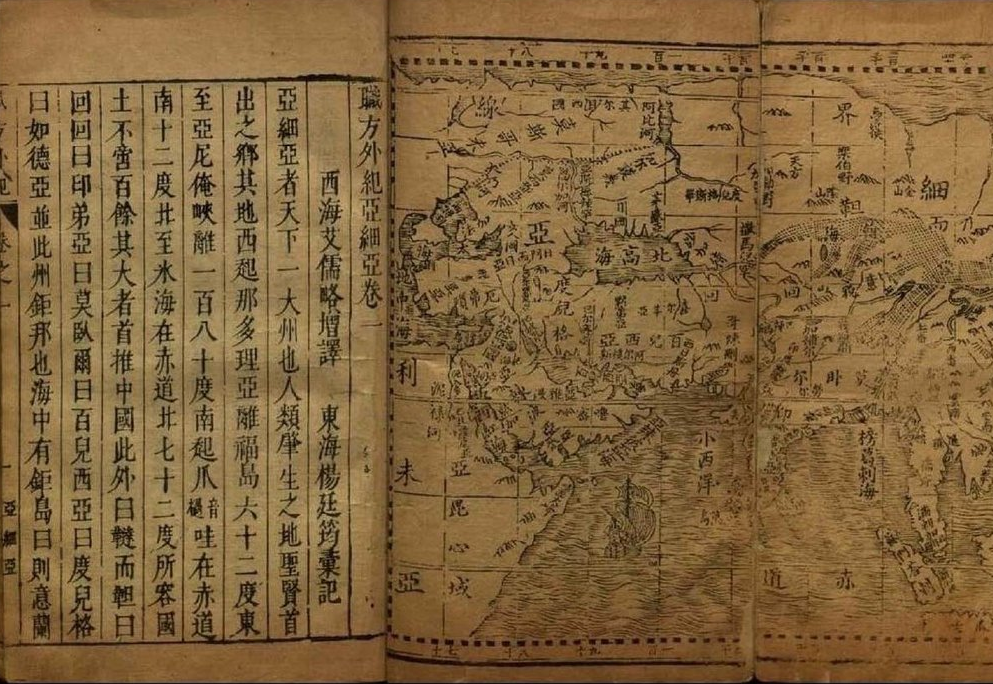
Pagine del Zhifang Waiji, che mostrano le Steppe euroasiatiche e l'Oceano Indiano dal Corno d'Africa alla Penisola malese

Il Zhifang waiji (cinese: 職方外紀T, Zhífāng wàijìP, lett. "Registro delle terre straniere", coreano: 직방외기?, Jikbang OegiLR) è un atlante in lingua cinese pubblicato nel 1623, compilato nella sua versione definitiva dal gesuita bresciano Giulio Aleni e dal letterato cinese Yang Tingyun, per alcune parti su materiale precedentemente preparato dai missionari Sabatino De Ursis e Diego de Pantoja in Cina nei primi anni del XVII secolo. Il nome letteralmente si riferisce alle terre oltre la competenza dello Zhifang Si, l'ufficio cartografico imperiale. È stato il primo atlante dettagliato della geografia globale disponibile in cinese.

## Paternità
Alla fine del XVI secolo la cartografia occidentale venne introdotta in Cina da Matteo Ricci, che nel 1602 produsse la Kunyu Wanguo Quantu, la prima mappa mondiale della Cina. L'imperatore Wanli, che commissionò la mappa a Ricci, successivamente ordinò ai suoi colleghi Diego de Pantoja e Sabatino de Ursis di produrre un libro che spiegasse la geografia dei nuovi paesi; essi produssero una prima stesura di due dei cinque capitoli dell'opera; il loro lavoro fu modificato, completato e rivisto da Giulio Aleni. Nel 1623, il libro fu finalmente pubblicato da Yang Tingyun a Hangzhou e tre anni dopo fu ripubblicato in un'edizione rivista nel Fujian.

## Contenuto
Gli otto rotoli del Zhifang Waiji dividono il mondo in cinque continenti, ognuno con mappe e descrizioni separate. Questi sono denominati Asia, Europa, Libia (Africa), Americhe e Magellanica (la trattazione dell’Europa è più approfondita di quella degli altri continenti). Una sezione aggiuntiva si occupa degli oceani.
Una delle fonti principali del libro fu la Geografia di Giovanni Antonio Magini, un'edizione della Geografia di Tolomeo pubblicata a Venezia nel 1596. Molti passi del testo cinese di Aleni sono traduzioni e/o rielaborazioni di pagine della Geografia di Magini.

## Impatto culturale
Il Zhifang Waiji è stato introdotto in Corea da Jeong Duwon nel 1631, che lo ricevette in dono dal traduttore gesuita João Rodrigues Tçuzu.
Il libro venne introdotto in Giappone durante il periodo Edo, ma fu inizialmente vietato perché scritto da autori cattolici e dal momento che, in un primo momento, fu pubblicato all'interno di una raccolta di scritti cristiani. Il divieto venne meno nel 1720 quando vennero consentiti l'acquisto e la vendita di opere che non riguardavano direttamente il cristianesimo. Il libro fu venduto per la prima in Giappone nel 1731. Nonostante sia stato stampato in una sola edizione, il Zhifang Waiji ebbe un enorme successo in Giappone.
Gran parte del testo fu riutilizzato da Ferdinand Verbiest nel 1674 per il suo Kunyu Tushuo (Spiegazione della mappa del mondo) e fu ristampato in una serie di collezioni, tra cui la collezione di studi celestiali di Li Zhizao, il Siku Quanshu e in molte enciclopedie dei secoli XIX e XX